# Inventionen
Inventionen hieß ein Festival für elektroakustische Musik und verwandte Kunstformen, das von 1982 bis 2010 in Berlin stattfand, veranstaltet vom Berliner Künstlerprogramm des Deutschen Akademischen Austauschdienstes (DAAD) und vom Elektronischen Studio der Technischen Universität Berlin.

## Geschichte
Das Festival fand von 1982 bis 1986 jährlich im Winter statt, ab 1989 in unregelmäßigen Abständen im Sommer an verschiedenen Orten zunächst in West-Berlin, nach der Wende in ganz Berlin. Programmschwerpunkte waren: elektroakustische Musik, zeitgenössische Kammermusik, Performances, Klanginstallationen sowie Ausstellungen und wissenschaftliche Symposien.
Die Festival-Ära (1982 bis 2010) wurde durch rasante Entwicklungen zunächst „analoger“, dann "digitaler" Musiktechnologien geprägt. Im Rückblick wird deutlich, dass Inventionen von 1982 bis 1990 das einzige periodisch stattfindende Festival für elektroakustische Musik und Klangkunst in Deutschland war.
Die Programmgestaltung orientierte sich einerseits an der "akademischen" Relevanz der Veranstalter (wissenschaftliche Tagungen, z. B. das 3-tägige Stockhausen-Symposium im Fernsehturm des SFB 1994, Publikationen z. B. von wissenschaftlichen Beiträgen in den Programmheften), andererseits orientierte man sich an den künstlerischen Potentialen der Gäste des Berliner Künstlerprogramms des DAAD (z. B. Luigi Nono, Bill Fontana, Maryanne Amacher), der Mitglieder der Akademie der Künste Berlin sowie an den sich wandelnden Schwerpunkten der elektroakustischen Musik, denen sich das Elektronische Studio der Technische Universität Berlin verschrieben hatte, wie z. B. Live-Elektronik, Akusmatik, Wellenfeld-Synthese, Klanginstallationen. Das Festival hatte meistens ein Motto, etwa "Musik und Sprache" 1986, "50 Jahre Musique concrète" 1998 oder "Musik für mehr als einen Lautsprecher" 2008.
Im Verlauf rasanter Technologie-Entwicklungen wurde zudem der "klassische Konzertsaal" durch Einbeziehung des öffentlichen Raumes erweitert. Vor allem Klanginstallationen und Performances besetzten Foyers, Industriehallen, Galerien, namentlich das TU-Gebäude Ackerstraße "alte AEG-Fabrik" bis 1987, die Parochialkirche in der Klosterstraße, Villa & Kirche St. Elisabeth Invalidenstraße, die Wasserspeicher Prenzlauer Berg, die ehemalige Staatsbank Französische Straße sowie die daadgalerie Kurfürstenstraße und später Zimmerstraße. Dies trug dazu bei, Berlin zur "Metropole der Klangkunst" zu machen.

## Aufführungsübersicht
Eine Gesamtübersicht aller 359 Veranstaltungen / Konzerte (darunter 63 Installationen, 259 Uraufführungen, 97 Auftragswerke sowie 38 Vorträge, 27 Tagungen / Workshops, 12 Ausstellungen) beinhaltet die Domain  www.inventionen.de.
Die ersten Klanginstallationen fanden 1984 mit Bill Fontanas "Sound Surroundings" (Dach des TU-Gebäudes Ackerstraße, Turm der St. Sebastian-Kirche) sowie Bernhard Leitners "Ton-Raum TU Berlin" statt. Es folgten 1985 im TU-Gebäude Ackerstraße "Musik für eine Landschaft" von Rolf Julius, 1986 u. a. "Zauberflöte" von Stephan von Huene, John Driscolls Roboter-Instrumente sowie "I am sitting in a room" von Alvin Lucier. Ab 1989 waren Klanginstallationen Bestandteil jedes Festivaljahrgangs (siehe Beispiele unten).
Unter den 1383 Festival-Aktionen seien einige hervorgehoben, die nicht nur aufwendig, sondern auch publikumswirksam waren:
- Inventionen'83: Luigi Nono "Diario Polacco Nr. 2" für 4 Frauenstimmen, Bassflöte, Cello, Live-Elektronik
- Inventionen'84: acht Konzerte "Musiques acousmatiques" der GRM (Groupe de recherches musicales), interpretiert mit dem legendären "GRM-Akusmonium" (Lautsprecherorchester)
- Inventionen'86 "Musik und Sprache": Bernd Alois Zimmermann "Ich wandte mich und sah an alles Unrecht, das geschah unter der Sonne, ekklesiastische Aktion für 2 Sprecher, Bariton-Solo und Orchester" (Künstler der Hochschule der Künste Berlin) in der Kirche Maria Regina Martyrum; Shōmyō-Sängergruppe (Japan) in der Kirche St. Sebastian mit 4 Uraufführungen; Fluxus-Performances, "Audiothek" mit Erstsendungen der Reihe Komponisten als Hörspielmacher des WDR3-HörSpielStudios 1969–1985 (Klaus Schöning).
- Inventionen'89: 12 Streichquartett-Konzerte "Musik für ca. 16 Saiten" u. a. im Kammermusiksaal der Philharmonie, Akademie der Künste Hanseatenweg; "The Relative Violin" – Hörspiele, Filme, Musik vom Tonband (Jon Rose, Matthias Osterwold)
- Inventionen'90: 17 Filme von Mauricio Kagel; Auftritt Jeanne Loriod mit dem Ondes Martenot, Oskar Sala mit dem Mixturtrautonium
- Inventionen'92: Schwerpunkt John Cage, LaMonte Young, Robert Ashley
- Inventionen'94: Schwerpunkt Schlagzeugmusik (53 Werke)
- Inventionen'2000: Luigi Nono: Prometeo. Tragedia dell’ascolto, Berliner Philharmonie, Ensemble Modern Orchestra
- Klanginstallationsprojekte im öffentlichen Raum: Inventionen'2000 (Haus des Lehrers, Parochialkirche, Rathauspassagen, Sophienkirche, Sophiensæle, SFB-Klanggalerie) und Inventionen'2002 ("entlang der U2": singuhr-hœrgalerie, daadgalerie, Stadtbad Oderberger Straße, staatsbankberlin, SFB-Klanggalerie, TU Berlin)
- Inventionen'2008: "Musik für mehr als einen Lautsprecher", Konzerte im "Wellenfeld" mit dem Akusmonium der GRM, "Klangdom" und Wellenfeldsynthese-System der TU Berlin. Kooperation mit SMC-08 (5th Sound and Music Computing Conference).
- Inventionen'2010: sieben akusmatische Konzerte "BEASTory" in der Kirche St. Elisabeth, 3D-Audio-Einrichtung Jonty Harrison

Die am häufigsten aufgeführten Komponisten: Karlheinz Stockhausen (41), Mauricio Kagel (26), John Cage (25), Luigi Nono (19), Iannis Xenakis (11),
Die am häufigsten eingeladenen Ensembles: Arditti Quartett, die Groupe de recherches musicales,  das Experimentalstudio des SWR (Freiburg), Ensemble Modern.

## Veröffentlichungen

### Medien / Printmedien / Kataloge
- Programmbücher (Inventionen'2000, Dopple-CD mit Auftragswerken Inventionen)
- 15 Inventionen-Audio-CDs, erschienen bei Edition RZ
- Klaus Ebbeke Phasen – Zur Geschichte der elektronischen Musik (Inventionen'84).
- Klaus Buhlert Musiksprachen auf Computersystemen (Inventionen'85)
- Medienkombination 50 Jahre Musique concrète – Konzerte Filme Ausstellung Symposium. Programmbuch und Tagungsband mit 2 Audio-CDs (9 akusmatische Auftragswerke Inventionen), Herausgeber: BKP des DAAD, Pfau Verlag Saarbrücken 1999, ISBN 3-89727-053-6

Kataloge
- Broken Music (1989, Kuratoren Ursula Block, Michael Glasmeier), daadgalerie und gelbe Musik. Herausgeber: BKP des DAAD und gelbe Musik Berlin, ISBN 3-89357-013-6, Ausstellungskooperation daadgalerie Berlin, Gemeentemuseum Den Haag, Magasin Grenoble
- Music Machines from the Sixties until Now von Joe Jones (1990, daadgalerie); Herausgeber: BKP des DAAD, ISBN 3-89357-018-7, (DAAD), ISBN 3-88537-121-9. (Rainer-Verlag)
- The Music Store von Joe Jones, Klangkunst und Installation (10.2.–2.3.1990, Kunstverein Giannozzo Berlin)
- Fluxus Home Movies – The Music Store and other Stories von Joe Jones (12.2.-23.3.1990, gelbe Musik Berlin)
- Klangskulpturen von Alvin Lucier (1.2.–3.3.1991, daadgalerie), BKP des DAAD 1991
- Katalog zur Ausstellung Skizzen und Partituren von Luigi Nono (2.2.–3.3.1991, gelbe Musik)
- Interspersions von Takehisa Kosugi (18.1.–16.2.1992, daadgalerie); BKP des DAAD 1992, ISBN 3-89357-034-9
- Exhibition Soundart von Christian Marclay (22.1.–27.2.1994, daadgalerie); BKP des DAAD 1994, ISBN 3-89357-042-X
- Acousmatic Visions im Rahmen von 50 Jahre Musique concrète (24.9.–2.10.1998, Manfred Mixner, Sender Freies Berlin, Hörspielstudio T5 Haus des Rundfunks)
- Ed Osborn, BKP des DAAD, Pfau-Verlag Saarbrücken 2001, ISBN 3-89727-134-6
- Paul DeMarinis – Buried in Noise, Herausgeber: BKP des DAAD, singuhr e.V., Edith-Ruß-Haus Oldenburg, Kehrer Verlag Heidelberg / Berlin 2010, ISBN 978-3-86828-141-5

### Berliner Künstlerprogramm des DAAD
- Jubiläumspublikation Blickwechsel – 25 Jahre BKP, herausgegeben von Stefanie Endlich und Rainer Höynck, Argon-Verlag Berlin 1988; 8 Textbeiträge zum Inventionen-Festival von Klaus Ebbeke, Gisela Gronemeyer, Folkmar Hein
- Jubiläumspublikation Blickwechsel zwei – 50 Jahre BKP des DAAD", herausgegeben von Ariane Beyn, Julia Gerlach, Bettina Klein, Katharina Narbutovič, Eigenverlag Berlin 2013[7]
- Hans-Joachim Neubauer Zeitenwechsel – Das BKP des DAAD und seine Gäste 1988–2000, Bostelmann&Siebenhaar Verlag Berlin 2001, ISBN 3-934189-62-8

### Sekundärliteratur
- Golo Föllmer, Roland Frank, Folkmar Hein: Dokumentation Elektroakustischer Musik in Europa, Herausgeber Inventionen'92
- Neue Musik seit den achtziger Jahren – Eine Dokumentation zum deutschen Musikleben, 2 Bände, Herausgeber Martin Thrun im Auftrag der Gesellschaft für Neue Musik, ConBrio Verlagsgesellschaft Regensburg 1994
- Frank Gertich, Julia Gerlach, Golo Föllmer: Musik…, verwandelt, Wolke-Verlag Hofheim 1996; 40 Jahre Elektronisches Studio der TU Berlin; darin bebilderte Beiträge zum Festival Inventionen 1982–1986 sowie 1989–1994
- Matthias R. Entreß: Musikalische Abende (Inventionen 2000) in: DAAD Bonn, Letter Hochschule und Ausland, Nr. 3/2000; Seite 28.
- Frank Gertich: 20 Jahre Klangkunst in: DAAD Bonn, Letter Hochschule und Ausland, Nr. 2/2002; Seite 28.
- Kapitel III.1. Stipendien für Ausländer, Inventionen 2008 in: Jahresbericht 2008 des DAAD Bonn, verantwortliche Redaktion Christian Bode, ISBN 978-3-87 192-872-3, Seite 68, Digitalisat (Memento vom 12. Mai 2017 im Internet Archive)
- Gordon Monahan: Seeing Sound: Sound Art, Performance and Music, Art Books Canada 2011, ISBN 978-1-926589-09-1